# Zdenka Paková

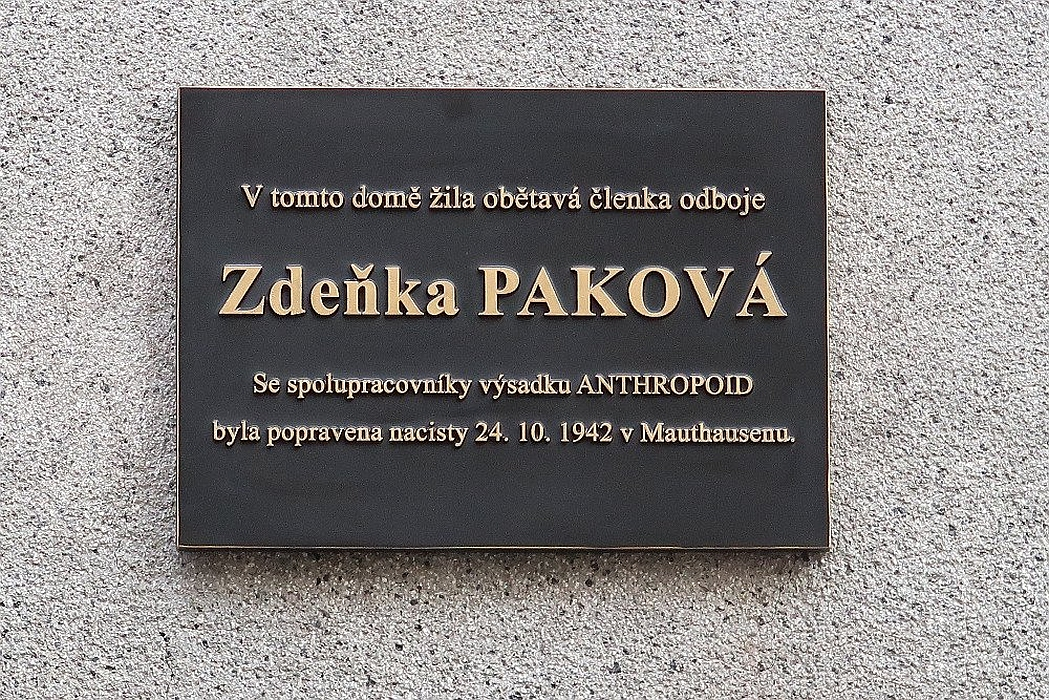
Pamětní deska v Mexické ulici ve Vršovicích

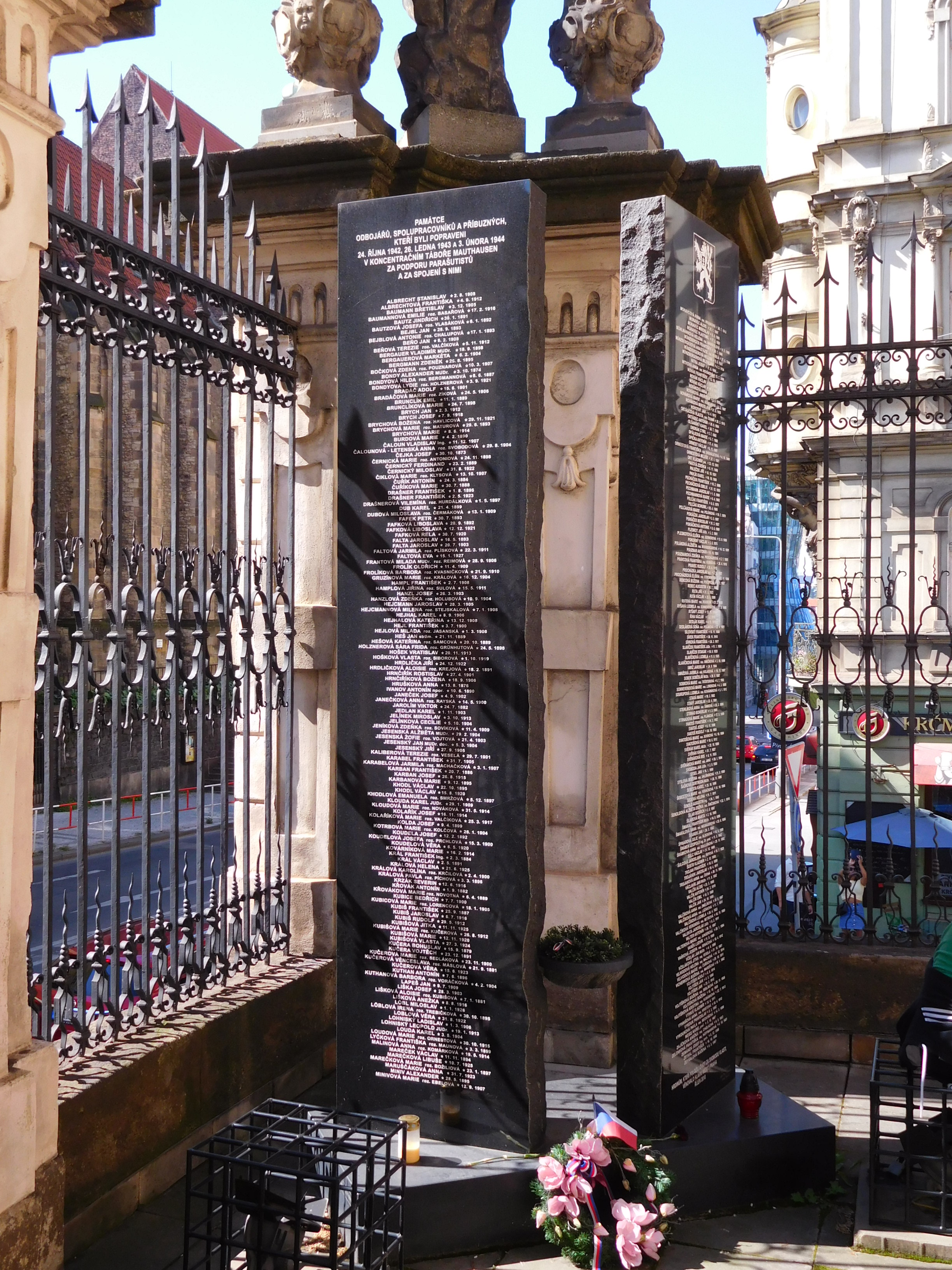
Pomník odbojářům popraveným a umučeným v souvislostí s operací Anthropoid (Resslova ulice)

Zdenka Paková (8. listopadu 1906 Praha – 24. října 1942 koncentrační tábor Mauthausen) byla česká odbojářka z období druhé světové války popravená nacisty.

## Život

### Rodina, studia, před německou okupací
Zdenka Paková se narodila 8. listopadu 1908 v Praze v rodině redaktora Jiřího Paka a Arnoštky rozené Mayerhofferové. Vystudovala průmyslovou školu šití prádla na dívčí odborné škole rodinné a poté pracovala na pozici sekretářky Stavebního
družstva Obrodného hnutí studentstva. Po otevření koleje Budeč v ní pracovala jako účetní.

### Ilegální činnost v domácím odboji
Po německé okupaci v březnu 1939 se zapojila do protinacistického odboje. Působila jako spojka Jaroslava Valenty z akademické YMCA, spolupracovala i s dalšími jejími členy Jaroslavem Šimsou a Rudolfem Marešem. Obstarávala potraviny, šatstvo i falešné dokumenty, získávala zpravodajské informace pro Vladimíra Krajinu, které předávala prostřednictvím Františka Drašnera. Svůj byt poskytovala svým spolupracovníkům působícím v ilegalitě (Rudolfu Marešovi, Jaroslavu Valentovi, radistovi Františku Peltánovi, či uprchlému anglickému majorovi Ronaldu Littledalovi). (Zapojila se i do pomoci parašutistům.)

### Zatčení, věznění, výslechy, ...
Zadržení posledně jmenovaného se jí stalo osudným, protože gestapo rozkrylo síť jeho podporovatelů. Paradoxně právě Zdenka Paková původně nesouhlasila s jeho ukrýváním, protože to ohrožovalo zpravodajskou činnost skupiny. Zatčena byla 26. června 1942 a nejprve vězněna na Pankráci. (Zatčena byla i její sestra Jiřina Paková, ale po týdnu věznění byla Jiřina gestapem propuštěna.) V polovině října téhož roku byla Zdeňka Paková převezena do koncentračního tábora Terezín a odtud do koncentračního tábora Mauthausen, kde byla 24. října 1942 zastřelena při fingované zdravotní prohlídce. Ten den bylo stejným způsobem popraveno dalších 261 českých vlastenců.

## Připomínky
- Pamětní deska Zdenky Pakové je umístěna u vstupních dveří jejího bydliště v Mexické ulici 4 v pražských Vršovicích.[1][6]
- Na Vinohradském hřbitově v Praze 10 se nachází kenotaf Zdenky Pakové s nápisem: ZDENKA PAKOVÁ / * 8.XI.1906 † 24.X.1942 V MAUTHAUSENU.[7]
- Ve vestibulu vysokoškolské koleje Budeč na adrese Praha 2, Wenzigova 20/1982, Vinohrady je umístěna pamětní deska věnována obětem druhé světové války. Na desce je uveden následující text: ZA VLAST SVŮJ ŽIVOT POLOŽILI / V LETECH 1939 – 1945 // PROF. ING. DR. VIKTOR FELBER, PŘEDSEDA DOZORČÍ RADY / ING. MARKÉTA BERGAUEROVÁ, ŘEDITELKA BUDČE / SL. ZDEŇKA PAKOVÁ, ČLENKA PŘEDSTAVENSTVA / JUDR. OLDŘICH ELIÁŠ, ČLEN DOZORČÍ RADY // A ŘADA ČLENŮ DRUŽSTVA BUDEČ.[8]
- Pamětní deska na zdi v koncentračním táboře Mauthausen v Rakousku s textem: „Mrtví, živí nezrození dosud, v bratrství vroucím neseme svůj osud - příslušníkům Sokola, kteří v tomto táboře za své národní přesvědčení, a za věrnost sokolským ideálům trpěli a obětovali své životy. Vašemu odkazu věrni zůstaneme: Ústředí Československého Sokolstva v zahraničí“.[9][10]
- Pomník (odhalený 26. ledna 2011) při pravoslavném chrámu svatého Cyrila a Metoděje (adresa: Praha 2, Resslova 9a) jako součást Národního památníku obětí heydrichiády.[2]